# Grappa Musikkforlag
Grappa Musikkforlag AS ist ein norwegisches Tonträgerunternehmen, das 1983 von Helge Westbye gegründet wurde, der es bis heute leitet. Es gilt heute als älteste und größte unabhängige Plattenfirma in Norwegen. Bekannte Sublabel sind Simax Classics und Hubro Music.
Grappa deckt verschiedene Musikgenres ab und ist bekannt als die Plattenfirma Norwegens, die die meisten Künstler vertritt, die für den Spellemann-Preis nominiert wurden. Das Unternehmen hat seine eigene Marke Grappa für Shows und Pop. Das Unternehmen übernahm die Plattenfirma Heilo, die nach wie vor eine eigenständige Marke für Volksmusik ist. Klassische Musik wird unter der Marke Simax Classics vermarktet, die ebenfalls zu Grappa (1997–) gehört. Darüber hinaus besitzt es die Hälfte der Anteile an dem Label Barneselskapet (Egmont besitzt die andere Hälfte) für den Vertrieb von Kindermusik, des Weiteren Blue Mood Records (für Blues), Elevator Music und vertreibt die Produktionen der deutschen ECM Records in Norwegen. Grappa arbeitet seit Längerem mit dem norwegischen Komponistenverband Norsk Komponistforening zusammen und bietet zeitgenössische Musik unter der für den Komponistenverband betriebenen Marke Aurora an.
Hubro Music ist ein 2009 von Andreas Meland gegründetes Sublabel von Grappa, das sich der Veröffentlichung von Musik aus der norwegischen Jazz- und improvisierten Musikszene widmet. Hubro ist ein Sublabel des Grappa Musikkforlag, einer unabhängigen Plattenfirma in Norwegen. Alle Veröffentlichungen werden von der Designgruppe Yokoland gestaltet. Auf dem Label erschienen Aufnahmen von Künstlern wie Erlend Apneseth, Jo Berger Myhre, Ketil Bjørnstad, Tore Brunborg, Erland Dahlen, Mats Eilertsen, Øyvind Hegg-Lunde, Kjetil Møster, Kim Myhr und Christian Wallumrød.